# Acropora hemprichii
Espèce
Statut de conservation UICN

 VU A4ce : Vulnérable
Statut CITES
Acropora hemprichii est une espèce de coraux appartenant à la famille des Acroporidae.

## Description et caractéristiques
C'est un corail robuste, formant des colonies buissonnantes aux branches brunes, épaisses et robustes (comme les espèces Acropora austera, Acropora robusta, Acropora parahemprichii, Acropora rudis et Acropora variolosa avec lesquelles il ne doit pas être confondu). Suivant les conditions, les branches peuvent être plus ou moins longues, mais sont généralement ramifiées et assez droites. Les buissons formés par ces colonies atteignent facilement 2 m de diamètre, et forment des étendues monospécifiques.
Le corallite axial est en forme de dôme, et les corallites radiaux sont gros et coniques. Ils sont irrégulièrement espacés et pourvus de cloisons lisses et épaisses. Le coenostéum est lisse.

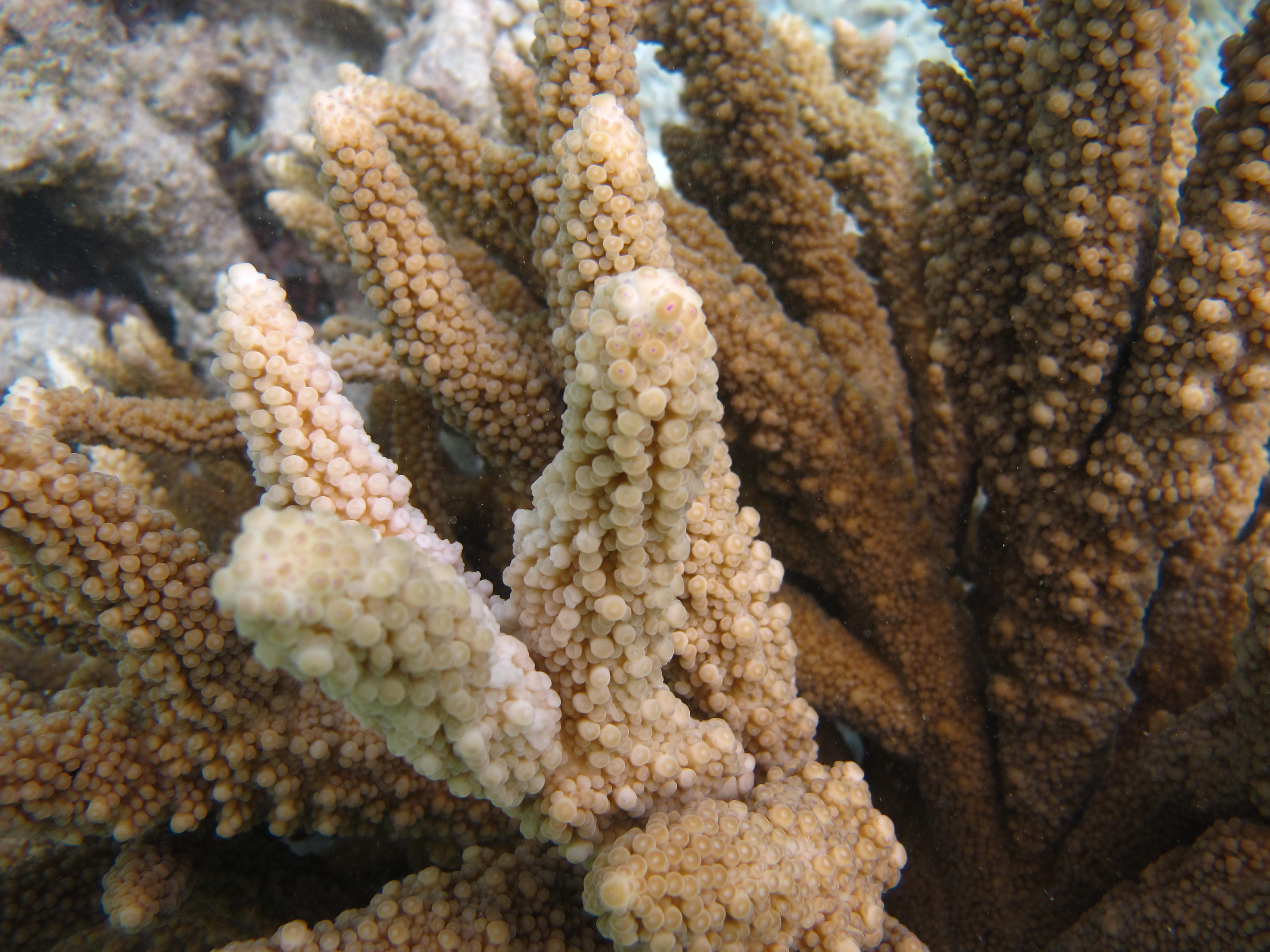
Gros plan sur les branches et les corallites.

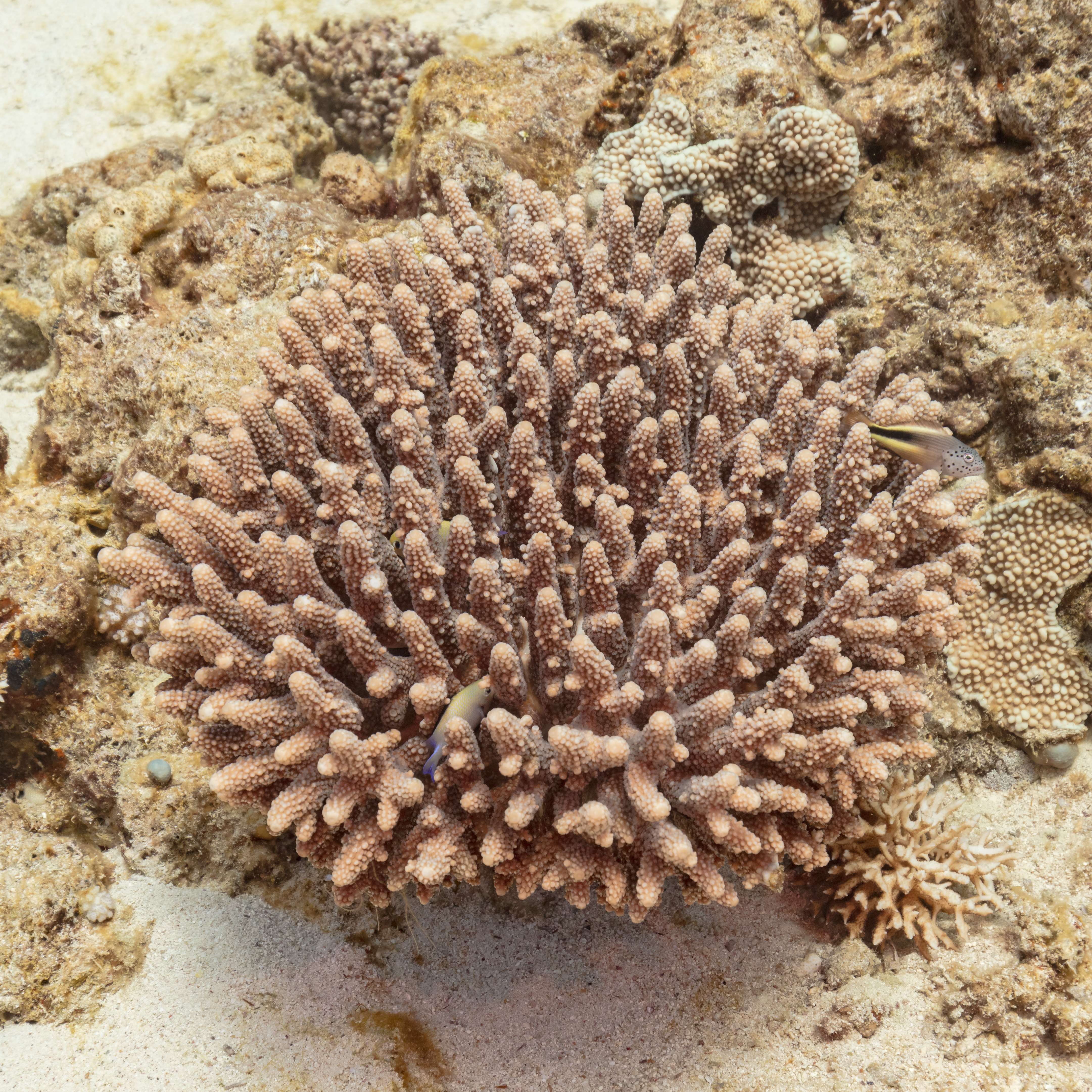
Acropora hemprichii en mer Rouge au large de Charm el-Cheikh.

## Habitat et répartition
On trouve cette espèce dans l'Océan Indien (notamment occidental et central), ainsi qu'en mer Rouge. C'est un corail relativement abondant à faible profondeur.